# Mu’tazila
Mu’tazila (arabsky معتزلة, separatisté, z arabského i'tazala = oddělit se) je teologicko-filozofický směr sunnitského islámu, „který do Islámské teologie zavedl racionalismus řecké filozofie a položil základy systematického dogmatismu sunny“.
Zakladateli této školy byli Wásil ibn Atá’ (700–748) a jeho následovník Amr ibn Ubajd († 761). Wásil byl žákem Hasana al-Basrího, který vedl jednu z prvních teologických škol v Basře. Traduje se, že Wásil se s kroužkem svého učitele rozešel v otázce muslimů, kteří se provinili těžkým hříchem. V islámu převládaly dva opačné názory: cháridžovci hlásali, že spácháním těžkého hříchu se muslim automaticky stává nevěřícím (káfir), kterého Bůh i ostatní věřící (mu'min) zatracují. Murdžité naproti tomu tvrdili, že muslim zůstává věřícím i po hříchu a může ho rozsoudit pouze Bůh. Podle Wásila zůstává hříšník věřícím, a je tedy součástí komunity jako muslim, ale stává se zkaženým (fásiq), a bude tedy za svůj hřích souzen Bohem. S tímto výkladem však Hasan nesouhlasil a lakonicky to okomentoval: "opustil nás" (i’tazala anná), z čehož byl posléze odvozen název školy – mu’tazila.
Stoupenci mu’tazily nazývají sami sebe „lidmi spravedlnosti a jedinosti“ (arabsky ahl at-tawhíd wa'l-’adl), což odpovídá dvěma základním dogmatům této školy, učení o jedinečnosti boží a jeho spravedlnosti. Podle nich má člověk svobodnou vůli, a je tedy zodpovědný za své konání. Páchá-li zlo, musí za to být „nemilosrdně potrestán“.